# Лоуренс (округ, Південна Дакота)
Шаблон:StateAbbr_ 44°22′ пн. ш. 103°47′ зх. д. / 44.36° пн. ш. 103.79° зх. д.
Округ  Лоуренс (англ. Lawrence County) — округ (графство) у штаті  Південна Дакота, США. Ідентифікатор округу 46081.

## Історія
Округ утворений 1875 року.

## Демографія
За даними перепису 2000 року загальне населення округу становило 21802 осіб, зокрема міського населення було 14290, а сільського — 7512. Серед мешканців округу чоловіків було 10725, а жінок — 11077. В окрузі було 8881 домогосподарство, 5560 родин, які мешкали в 10427 будинках. Середній розмір родини становив 2,89.
Віковий розподіл населення поданий у таблиці:
| Стать    | До 15 років | 15-21 | 22-29 | 30-39 | 40-49 | 50-65 | 65-85 | Понад 85 |
| -------- | ----------- | ----- | ----- | ----- | ----- | ----- | ----- | -------- |
| Чоловіки | 2068        | 1498  | 1108  | 1273  | 1734  | 1706  | 1204  | 134      |
| Жінки    | 1847        | 1648  | 1025  | 1339  | 1793  | 1571  | 1524  | 330      |

## Суміжні округи
- Б'ютт — північ
- Мід — схід
- Пеннінґтон — південь
- Вестон, Вайомінґ — південний захід
- Крук, Вайомінґ — захід

## Виноски
1. ↑  US Decennial Census. US Census Bureau. Архів оригіналу за 12 травня 2015. Процитовано 28 березня 2015.
2. ↑  Historical Census Browser. University of Virginia Library. Архів оригіналу за 16 серпня 2012. Процитовано 28 березня 2015.
3. ↑  Forstall, Richard L., ред. (27 березня 1995). Population of Counties by Decennial Census: 1900 to 1990. US Census Bureau. Архів оригіналу за 28 грудня 2008. Процитовано 28 березня 2015.
4. ↑  Census 2000 PHC-T-4. Ranking Tables for Counties: 1990 and 2000 (PDF). US Census Bureau. 2 квітня 2001. Архів оригіналу (PDF) за 18 грудня 2014. Процитовано 28 березня 2015.
5. ↑  State & County QuickFacts. Бюро перепису населення США. Архів оригіналу за 7 червня 2011. Процитовано 25 листопада 2013.(англ.) Наведено за англійською вікіпедією.
6. ↑  American FactFinder. Бюро перепису населення США. Архів оригіналу за 26 лютого 2012. Процитовано 31 січня 2008.

| США | Це незавершена стаття з географії США. Ви можете допомогти проєкту, виправивши або дописавши її. |